# Loxia
Loxiaは2013年からカール・ツァイスが35mm判ミラーレスカメラ用マニュアルフォーカスレンズに使用しているレンズブランドである。名称はラテン語でイスカの一種の属名に由来する。

## 製品
- Loxia2.8/21 - 21mmF2.8。逆望遠型で異常分散レンズを含む9群11枚。最短撮影距離0.25m。アタッチメントはφ52mmP=0.75mmねじ込み。Eマウント。
- Loxia2/35 - 35mmF2。ビオゴン型で異常分散レンズを含む6群９枚。最短撮影距離0.3m。アタッチメントはφ52mmP=0.75mmねじ込み。Eマウント。
- Loxia2/50 - 50mmF2。ダブルガウス型の4群6枚。最短撮影距離0.45m。アタッチメントはφ52mmP=0.75mmねじ込み。Eマウント。